# 上野原遺跡
上野原遺跡是位於日本鹿兒島縣霧島市的一個繩文時代歷史遺跡，在1997年的一個建築工程中發現的竪穴式住居。在遺址中找到無數並未玻璃化的陶器和石器以及該遺址已被列為日本重要文化財產。於 2002/3年，日本將遺址及附近共36公頃的土地轉為公園及展覽中心，並命名為上野原縄文森林。

## 伸延閱讀
- 吉野里遺址

## 外部連結
- （日語） 鹿兒島縣上野原縄文森林官方網頁（页面存档备份，存于）